# おくのむらさき
おくのむらさきは、イネ（稲）の品種で、紫黒米の一つ。バリ島在来品種の紫黒米の子孫である系統「東北糯149号」を種子親、短稈で多収の粳系統「奥羽311号」（後の「ふくひびき」）を花粉親として、1990年に東北農業試験場で交配が行われ、2000年（平成12年）に品種登録出願された。品種登録は2003年3月17日。「みちのくに適する紫米」という意味から命名された。

## 特徴
食感は通常の粳米と同様のため米飯として食することも可能である。米飯としての食味は「中上」と評価されている。粒が大きいことから酒米として利用されている。また、菓子や染物の原料としても利用されている。「おくのむらさき」で醸造された日本酒は、辛口で薄赤紫色を呈する。
東北中南部での熟期は「あきたこまち」と同程度の早生の晩である。耐冷性は育成当時（2000年）の基準で「弱」、耐倒伏性は「強」、稈長は「短稈」に分類される。収量は「あきたこまち」より7%少ないが、「朝紫」よりは11%多い。いもち病抵抗性に関しては、いもち病真性抵抗性遺伝子型が「Pi-b」と推定され、試験下での発病が少なく判定が困難であるため不明である。稲の葉身や籾の一部が薄く紫黒色を帯びるため紫黒米ではない一般品種と容易に区別が付く。

## 育成経過

### 背景
バリ島在来品種由来の紫黒米特性を有する、東北での栽培に適した稲品種としては「朝紫」が1996年度に命名登録されていた。「朝紫」は、着色酒(古代酒)用の原料にも用いられていたが、小粒の糯種であり醸造用には適していなかった。このため「朝紫」で着色酒を生産している業者からは、着色酒に適した大粒の紫黒米粳品種を育成して欲しい、という要望が出されていた。そこで、早生、短稈、やや大粒、多収の紫黒米粳品種を目標に、育成を進めていた。

### 来歴
1990年に東北農業試験場水田利用部において、多収性粳型の紫黒米を目標に、紫黒米の「東北糯149号」を母、多収性の「奥羽331号」（後の「ふくひびき」）を父として人工交配を行った。
1991年にF1個体を圃場で養成した後、1992年はF2,F3集団を熱研（現国際農研）沖縄支所に世代促進を依頼した。
1993年は、F4集団を東北農業試験場本田で養成し、個体選抜を行った。そしてF5世代以降、系統育種法により選抜、固定を図ってきた。
1995年には「95UK-22」、1996年は「96UK-13」の系統名で生産力検定試験、特性検定試験を行った。
1997年にF8世代で紫黒米粳系統として「奥羽368号」の系統名を付した。次世代プロジェクト研究の中で加工、利用適性を検討すると共に、希望する関係県に配布して地方適性を検討してきた。
2000年に品種登録出願され、「おくのむらさき」と命名された。